# Lạc đà Alpaca
Lạc đà Alpaca (danh pháp hai phần: Vicugna pacos) là một loài động vật được thuần hóa thuộc họ Lạc đà Nam Mỹ. Alpaca có vẻ bề ngoài gần giống một con llama nhỏ. Có hai giống loài alpaca: Huacaya alpaca và Huacaya suri. Alpaca sống theo đàn, chúng kiếm ăn ở dãy núi cao Andes, phía nam Peru, Ecuador và ở phía bắc Chile ở độ cao từ 3.500m đến 5.000m.
Alpaca nhỏ hơn llama nhiều và không giống như llama, chúng không được dùng để thồ hàng mà là loài cung cấp lông. Lông alpaca, rất giống với len, được sử dụng để làm các sản phẩm đan, dệt. Những sản phẩm này bao gồm mền, áo khoác, nón, găng tay, khăn choàng và các sản phẩm đa dạng khác.Các sợi lông này có nhiều màu sắc tự nhiên tùy vùng mà alpaca sinh sống như 52 màu ở Peru, 12 màu ở Úc và 16 màu ở Mỹ.
Trong ngành công nghiệp vải, "alpaca" chủ yếu được hiểu là lông của loài Alpaca của Peru, nhưng khi xét nghĩa rộng hơn thì nó có thể được hiểu là một dạng vải ban đầu được làm từ lông của alpaca, nhưng giờ thường được làm bằng sợi vải tương tự, ví dụ như mohair, lông cừu Iceland, hoặc những loại lông cừu cao cấp hơn. Trong thương mại tồn tại một sự phân biệt giữa alpaca và một số kiểu vải lông dê và luster. Một con alpaca trưởng thành thường cao 81–99 xentimét (32–39 in) tính tới vai và thường nặng 48–84 kilôgam (106–185 lb).
Theo truyền thống, alpaca được phân loại trong chi Lama, nhưng gần đây được một số tác giả coi là thuộc một chi mới là Vicugna, đặc biệt là sau một nghiên cứu của Jane Wheeler vào năm 2001 cho thấy rằng alpaca là hậu duệ của Vicuña chứ không phải từ guanaco. Tuy nhiên, hai loài động vật này cũng có thể giống nhau..

## Giới thiệu chung

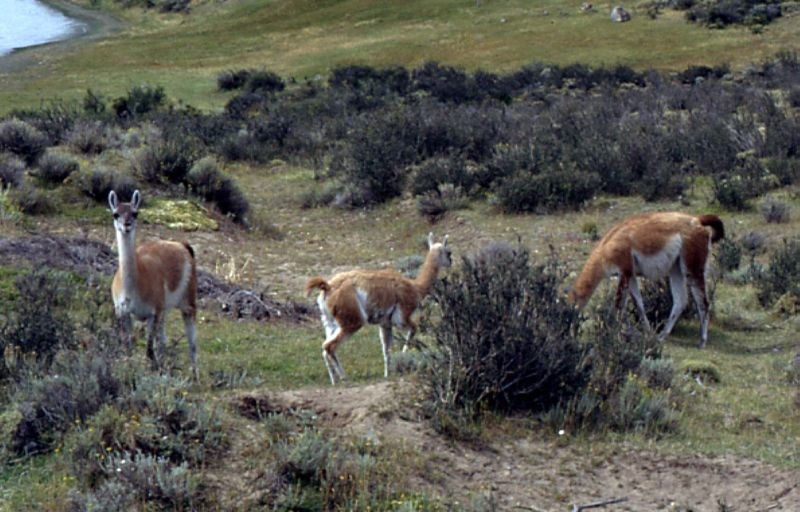
Guanacos (loài cha mẹ hoang dã của llamas) gần Torres del Paine, Chile

Alpaca được thuần dưỡng từ hàng ngàn năm trước. Người Moche ở phía bắc Peru thường sử dụng hình ảnh alpaca trong các tác phẩm nghệ thuật của họ. Hiện nay, chưa có dấu tích của alpaca hoang dã. Alpaca nhỏ hơn các loài lạc đà khác. Cùng với lạc đà và llama, alpaca cùng thuộc họ lạc đà. Trong tất cả các loài lạc đà, thì alpaca là loài có giá trị nhất vì lông của chúng mịn, chắc và ấm áp. Alpaca quá nhỏ để làm một con vật thồ hàng. Thay vào đó chúng được nuôi để cho thịt và lông. Thịt alpaca đã từng được người Nam Mỹ coi là loại thịt giàu dinh dưỡng. Do giá trị của chúng trên thị trường nên việc săn bắt trái phép alpaca đã trở thành một vấn nạn lớn.

## Hành vi

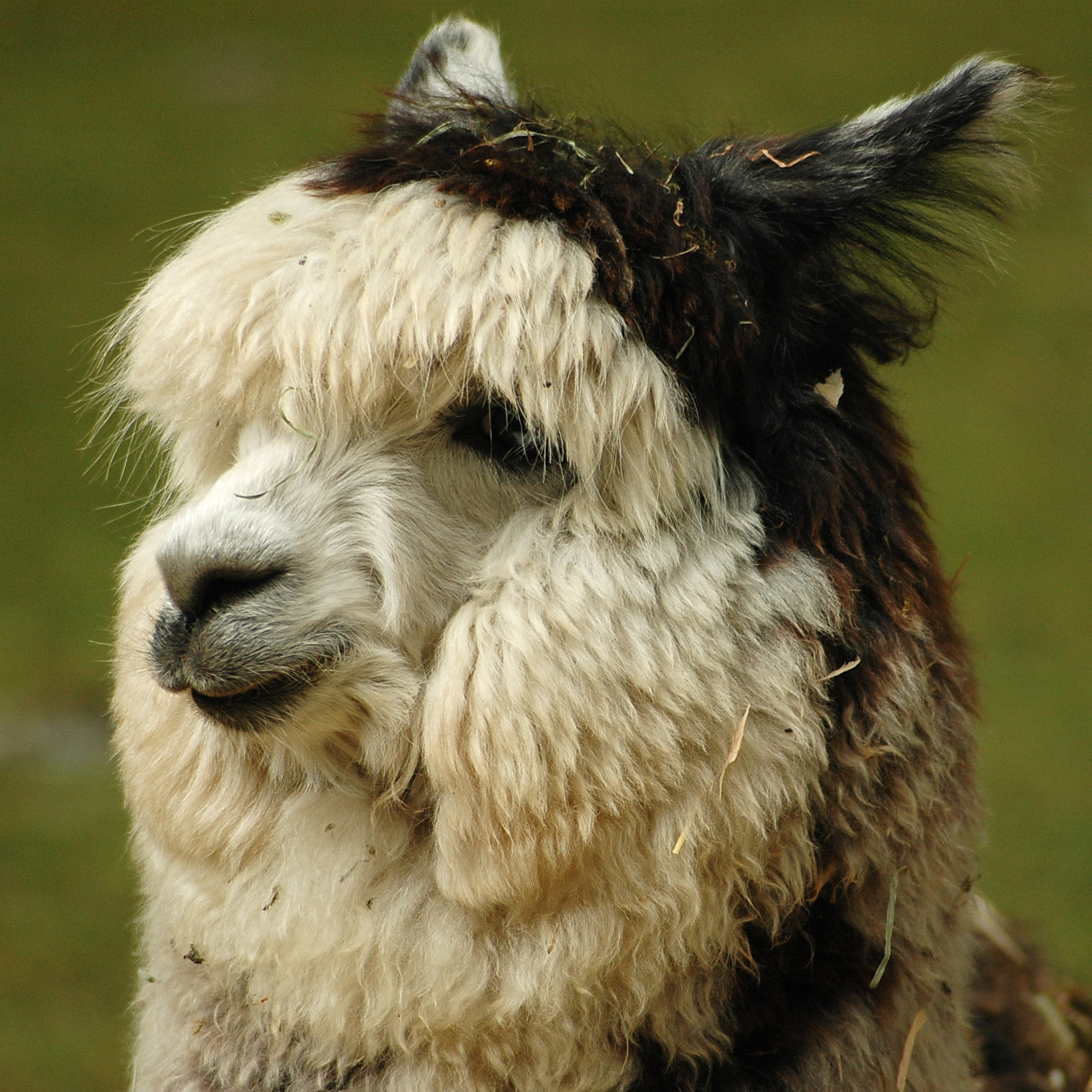
Ảnh chụp gần mặt của một con Alpaca

Alpaca là loài bầy đàn sống trong gia đình gồm một con đực, những con cái và con của chúng. Alpaca cảnh báo cả đàn về kẻ ngoại lai bằng kêu lớn, đầy sắc lạnh như tiếng lừa kêu. Đàn có thể tấn công kẻ thù nhỏ bằng chân trước như đá hay đạp.

### Phun nước miếng
Không phải tất cả đều làm vậy nhưng chúng đều có khả năng này. "Phun nước miếng" có vẻ như là một sự nói giảm nói tránh, thường thì cuống họng chúng chỉ chứa không khí và một ít nước miếng, mặc dù chúng hay ợ những gì có trong dạ dày (thường là một hỗn hợp có cỏ màu xanh) lên và nhắm bắn chất nhầy nhụa này vào đối phương. Chúng chủ yếu phun nước miếng vào những con lạc đà khác, nhưng thỉnh thoảng chúng vẫn phun nước miếng vào con người.
Đối với alpaca, phun nước miếng gây ra hiện tượng "hôi miệng". Mùi này do axit ở dạ dày và các thức ăn gây nên khi chúng đi qua đường miệng.

### Sự tương tác vật lý
Hầu hết alpaca đều không thích bị cầm nắm. Một số thì chấp nhận sự vỗ về âu yếm mặc dù chúng không thích bị người khác sờ vào chân, bắp chân và đặc biệt là bụng và mông.

### Vệ sinh
Alpaca thường đi vệ sinh chung một chỗ, nơi mà chúng sẽ không ăn cỏ. Thói quen này có xu hướng hạn chế kí sinh trùng nội. Thông thường, con đực sạch sẽ hơn và ít đi vệ sinh hơn con cái, chúng đứng thẳng hàng và tống mọi thứ ra một lần một. Khi một con cái tiến đến " nhà cầu" và bắt đầu đi ngoài thì cả đàn cũng làm theo.

### Tiếng kêu

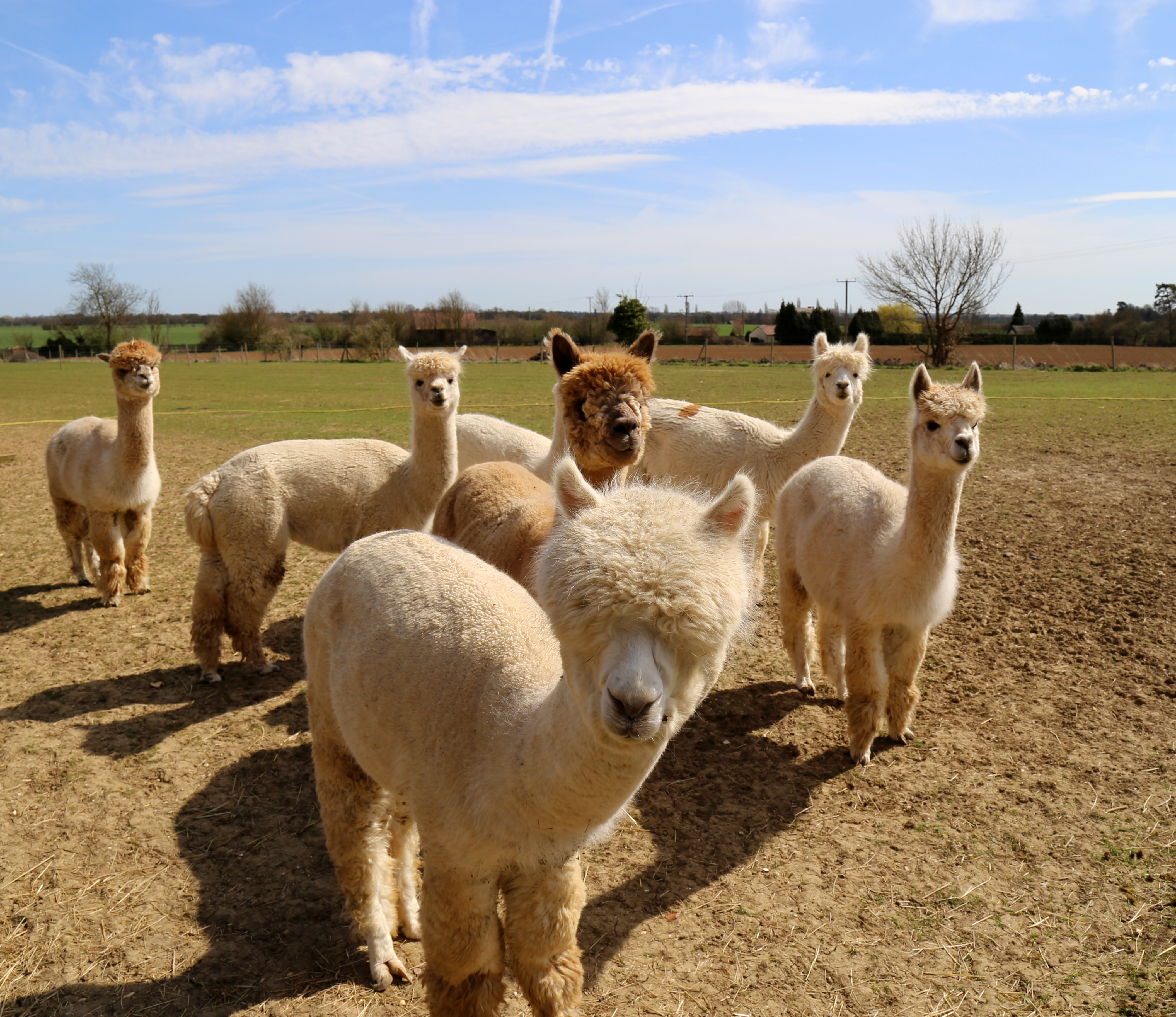
Huacaya alpaca là một trong hai giống tạo nên loài Lama pacos (giống còn lại là Suri).

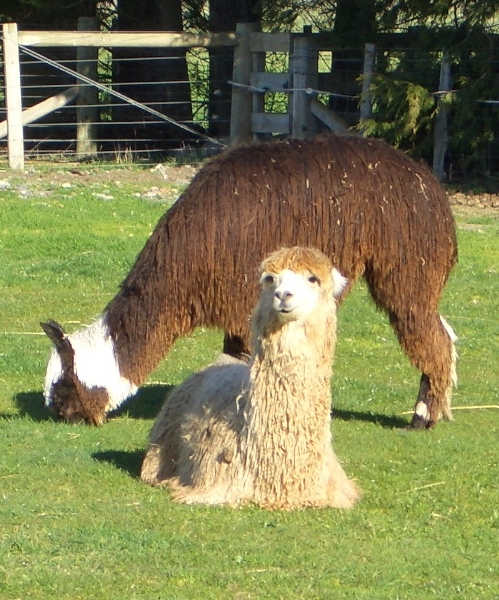
Alpaca suri

Alpaca có rất nhiều tiếng kêu. Khi gặp nguy hiểm, chúng phát ra âm thanh cao, lớn, đầy vẻ sợ hãi. Khi thể hiện sự thân thiện cũng như phục tùng, chúng phát ra tiếng "cluck",
"click" thông đầu lưỡi hoặc mũi.
Hầu hết alpaca thường tạo các âm thanh nghe như "hummmmmm". Âm thanh này tạo sự thoải mái cho mũi của chúng, để cho đồng loại biết chúng đang có mặt và rất hài lòng. Ngoài ra, "hummmmm" còn chứa đựng nhiều ý nghĩa khác. Khi các con đực đánh nhau, chúng phát ra các âm thanh cao như tiếng chim, điều này có ý nghĩa như đe dọa đối phương.

### Sinh sản
Alpaca cái rất mắn đẻ, chúng đều có thể mang thai chỉ sau một lần giao cấu nhưng cũng có một số ít trường  hợp chúng thể thụ thai. Việc thụ tinh nhân tạo thì rất khó thực hiện nhưng cũng đạt được nhiều thành tựu. Alpaca được tạo ra từ thụ tinh nhân tạo tương đối giống với alpaca con bình thường. Alpaca đực sẵn sàng tiến hành giao phối lần đầu tiên trong khoảng từ 1- 3 tuổi. Còn với con cái thì chúng hoàn toàn trưởng thành (về cả thể chất lẫn tinh thần) vào khoảng 12-24 tháng. Không nên cho con cái thụ thai trước khi trưởng thành, điều này có thể dẫn đến nhiễm trùng tử cung. Do độ tuổi trưởng thành của alpaca cái khá rộng tùy theo từng cá thể nên người nuôi dưỡng alpaca chưa có kinh nghiệm nên đợi đến ít nhất là khi alpaca cái đã được 18 tháng rồi mối cho giao phối.
Khoảng thời gian mang thai của alpaca kéo dài 15-345 ngày và thường thì chúng chỉ sinh ra một alpaca con. Sinh đôi thì rất hiếm chỉ khoảng 1/1000 ca. Sau khi sinh con, con cái có thể giao phối lại sau 2 tuần. Alpaca con có thể dứt sữa khi đã 6 tháng tuổi, nặng khoảng 28 kg dưới sự giám sát của người chăm sóc. Nhưng một số người lại thích cho alpaca mẹ quyết định khi nào nên dứt sữa con mình, tùy theo khối lượng cũng như sự trưởng thành của đứa con. Alpaca có thể sống đến 20 tuổi.

## Chế độ ăn
Alpaca cần ít thức ăn hơn các loài khác ở cùng lứa tuổi. Chúng thường ăn rơm rạ hoặc cỏ nhưng chúng cũng có thể ăn một vài loại cây khác và cũng là bình thường nếu chúng cố gắng nhai mọi thứ (như chai nhựa,túi nilon,..). Hầu hết, người chủ luôn điều chỉnh thay đổi nơi ăn cỏ của chúng để cỏ có thể mọc lại. Alpaca có thể ăn cỏ thiên nhiên, tuy nhiên, các điền chủ vẫn cung cấp cỏ với rơm rạ có thêm protein. Để cung cấp Selenium (Se), các điền chủ sẽ cho chúng ăn một lượng nhỏ mỗi ngày.

## Bộ lông của alpaca
Lông của alpaca là một loại tơ sợi tự nhiên mềm và đẹp. Tương đối giống với lông cừu, nhưng nó ấm hơn, ít chất dầu và ít gây dị ứng hơn. Không có chất dầu nên lông alpaca không chống thấm nước. Lông alpaca mềm và hơi xa xỉ. Về cấu trúc vật lý, lông alpaca có cấu trúc tương tự tóc, rất mềm, mịn và bóng. Các công đoạn chuẩn bị, quay tơ, dệt vải và hoàn thành giống với các công đoạn của việc sản xuất lông cừu. Lông alpaca còn chống được lửa và đáp ứng được mọi tiêu chuẩn của US Consumer Product Safety Commission (Sản phẩm tiêu dùng của Mỹ).
Alpaca được cắt lông một lần trong năm vào mùa xuân. Mỗi lần cắt cho khoảng 2.2–4.5 kg lông mỗi con alpaca. Một con alpaca trưởng thành có thể cho 1420–2550 gram lông thượng hạng cũng như 1420–2840 gram lông hạng 2 và 3.

## Giá cả

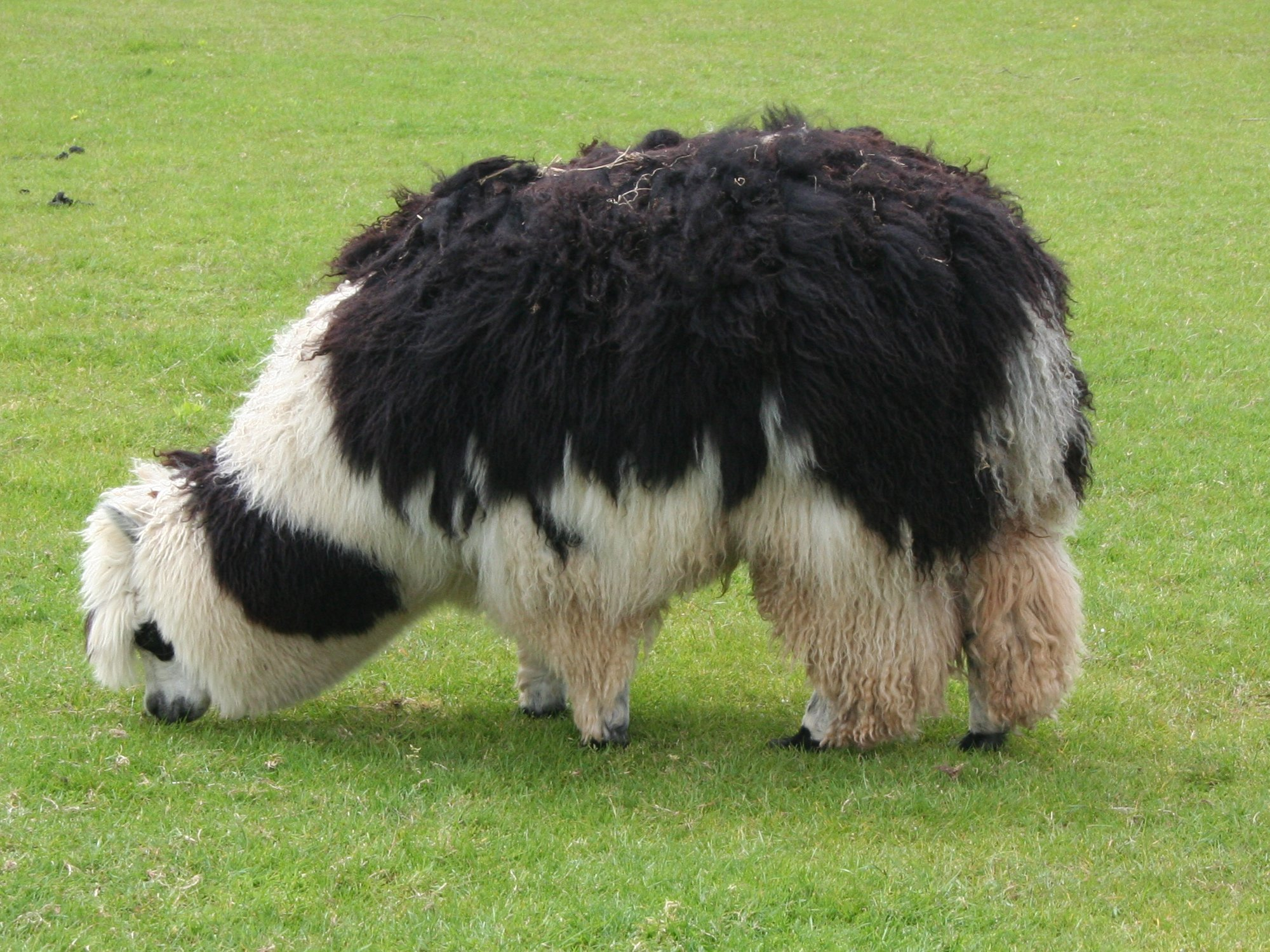
Một con alpaca chưa bị cạo lông đang ăn cỏ

Giá cho một con alpaca dao động từ 50 USD cho đến 675,000 USD cho những con đẹp nhất thế giới tùy thuộc vào lịch sử sinh sản, màu sắc và giới tính của chúng.
Các chủ đồn điền có thể nuôi 25 con alpaca/hecta, nếu họ có một khu vực riêng cho chất thải và giữ cho khu vực ăn cỏ luôn tách biệt với khu vực chất thải. Nhưng tỉ lệ này ở mỗi nước mỗi khác tùy thuộc vào chất lượng cỏ có sẵn (ở nhiều sa mạc chỉ có thể nuôi từ 1-3 con trên nửa hecta vì sự thiếu thốn về nguồn thức ăn)

## Cuộc sống

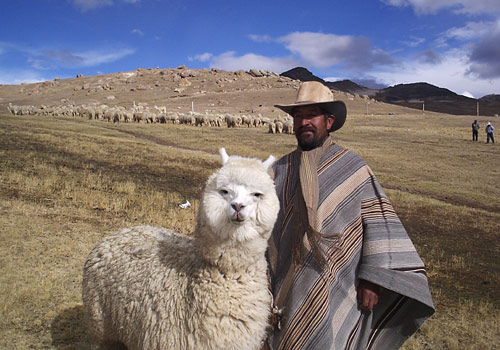
Một người đàn ông Bolivia và con Alpaca của anh ta.

Alpaca cần lượng thức ăn bằng khoảng 1-2% trọng lượng cơ thể mỗi ngày, vậy là tốn khoảng 27 kg cỏ/tháng/con. Khi tính toán chế độ ăn hợp lý cho alpaca, việc phân tích lượng nước và cỏ là rất quan trọng để quyết định lượng vitamin và khoáng cần cung cấp cho alpaca. Có hai cách cho bột khoáng vào cỏ để chúng ăn tự do hoặc là cho chúng ăn theo một tỉ lệ thích hợp. Dạ dày gồm 3 túi của alpaca cho phép việc tiêu hóa cực kì hiệu quả. Do không có các loại hạt trong phân nên phân Alpaca không cần phải ủ trước khi bón cho cây. Răng và móng cũng cần phải cắt mỗi 6-12 tháng.
Giống như các loài nhai lại khác như cừu, trâu, bò, Alpaca có răng thấp ở hàm trên nên chúng không thể kéo cỏ ra khỏi đất được. Việc thay đổi nơi ăn cũng rất quan trọng vì alpaca có khuyng hướng tới chỗ cũ để ăn cỏ. Alpaca là loài cho lông nên chúng không bị giết để làm thịt cũng như cày cấy trên cánh đồng và lông của chúng đang là nguồn sản phẩm mới.